# Drewelow
Drewelow is een plaats en voormalige gemeente in de Duitse deelstaat Mecklenburg-Voor-Pommeren, en maakt deel uit van de gemeente Spantekow in het district Vorpommern-Greifswald.